# Ferre Reggers
Ferre Reggers (Lubbeek, 18 luglio 2003) è un pallavolista belga, opposto del Powervolley Milano.

## Palmarès

### Nazionale (competizioni minori)
- Campionato europeo under 20 2020
- Volleyball Challenger Cup 2024

### Premi individuali
- 2020 - Campionato europeo under 20: Miglior opposto